# Eliseo Gutiérrez
Eliseo A. Gutiérrez (Montevideo, Uruguay; 15 de mayo de 1885 - Buenos Aires, Argentina; 12 de agosto de 1929) fue un actor, dramaturgo y director de teatro uruguayo de larga trayectoria en Argentina, país en el que radicó toda su vida.

## Carrera
Eliseo Gutiérrez fue un actor que brilló notoriamente en el escenario durante el inicio del siglo XX.  Fue definido como un galán de donjuanesca planta, de dulce dicción y finas actitudes. Era el padre de la actriz de radio, cine, teatro y televisión Mangacha Gutiérrez, fruto de un matrimonio con una actriz de teatro.
En teatro integra en 1912 en el Teatro Apolo en una compañía formada por Guillermo Battaglia y Ada Cornaro. En 1916 pasa a la compañía de Pablo Podestá-Orfilia Rico-Florencio Parravicini, compartiendo escena con estrellas de la época como Silvia Parodi, Celia Podestá, Humberto Zurco, Francisco Bastardi, Jacinta Diana, Ángel Quartucci, Pedro Quartucci y Félix Rico. En la década del '20 forma una compañía junto a las figuras Felisa Mary y Carlos Morganti. También fue autor de obras como Este era un principe.. (1925), El triunfo de la inocencia (1927), Se necesita un embajador junto con Manuel Sofovich (1928), entre otros.

## Filmografía
- 1909: El fusilamiento de Dorrego, dirigida por el italiano Mario Gallo, encabezado junto con Roberto Casaux y Salvador Rosich.
- 1909: La creación del Himno o el El Himno Nacional, junto a Federico López.
- 1910: La batalla de San Lorenzo dirigida también por Mario Gallo, junto con Enrique Serrano.
- 1912: La batalla de Maipú.[3]

## Teatro
- En el fango de París (1923) , melodrama/ Sainete de Manuel Romero con música de Manuel Jovés.
- Los ojos verdes (1923)
- La luz del cabaret (1923)
- Infiel (1923), comedia en 3 actos de Roberto Bracco, versión castellana de Mario Cataldo Marcial.
- Al Hipódromo Argentino, sainete de Ivo Pelay y Pascual Contursi.
- La matinée (1923).
- Dos Potencias se Saludan (1923).
- Al Hipódromo Argentino (1923).
- Las chicas de Mme. Colibri (1923).
- Las glándulas del mono (1923), pieza cómica en 2 cuadros de J. Alonso y G. De la Riva.[4]
- ¡Yo soy así! (1924).
- Don Ponciano Peñaloza (1924).[5]
- El santo varón (1924).
- La señorita Frida, mi mujer (Fräulein Frida, mi mujer) (1924).
- Este era un principe (1925).
- Mi sobrina tiene novio (1926).
- Caricaturas (1926).
- Chalet moderno, se alquila (1926).[6]
- La muerte a plazo fijo (1926).
- El secreto de Vicente López (1926).
- Monno Yittorio (1926).
- El triunfo de la inocencia (1927).
- Yo me hago el loco (1927).
- Se necesita un embajador (1928).[7]
- Mamita se quiere casar (1929)
- El hombre que nunca mintió.
- Mucamo joven se necesita (de buena presencia y con recomendaciones.